# غاري واتسون
غاري واتسون (بالإنجليزية: Garry Watson)‏ (1955 ببرادفورد في المملكة المتحدة - ) هو مدرب كرة قدم ولاعب كرة قدم بريطاني في مركزي الدفاع والظهير. لعب مع برادفورد سيتي ونادي دونكاستر روفرز ونادي هاليفاكس تاون وويتبي تاون ‏.